# Element conjugat
În matematică, în special în teoria corpurilor, elementul conjugat al unui element algebric α, pe o extindere de corp L/K, sunt rădăcinile unui polinom minimal pK,α(x) în α pe K. Elementele conjugate mai sunt cunoscute drept conjugate Galois, sau, simplu conjugate. Normal, α însuși este cuprins în mulțimea conjugatelor lui α.

## Exemplu
Rădăcinile cubice ale unității sunt:
{\displaystyle {\sqrt[{3}]{1}}={\begin{cases}1\\[3pt]-{\frac {1}{2}}+{\frac {\sqrt {3}}{2}}i\\[5pt]-{\frac {1}{2}}-{\frac {\sqrt {3}}{2}}i\end{cases}}}
Ultimele două rădăcini sunt elemente conjugate în Q[i√3] cu polinomul minimal
{\displaystyle \left(x+{\frac {1}{2}}\right)^{2}+{\frac {3}{4}}=x^{2}+x+1.}

## Proprietăți
Dacă K este dat într-un corp algebric închis C, atunci conjugatele pot fi luate în interiorul C. Dacă nu este specificat un astfel de C, se pot lua conjugatele într-un corp relativ mic L. Cea mai mică alegere posibilă pentru L este să se ia un corp de descompunere⁠(d) peste K de p K,α, care conține  α. Dacă L este orice extindere normală a lui K care conține  α, atunci prin definiție conține deja un astfel de corp de descompunere.
Fiind dată o extindere normală L a lui K, cu grupul de automorfisme Aut(L/K) = G, și conținând pe α, orice element g(α) pentru g din G va fi un conjugat al α, deoarece automorfismul g trimite rădăcinile lui p la rădăcinile lui p. În schimb, orice conjugat β al lui α este de această formă: cu alte cuvinte, G acționează⁠(d) tranzitiv asupra conjugatelor. Aceasta rezultă din faptul că K(α) este K-izomorf cu K(β) datorită ireductibilității polinomului minimal, iar orice izomorfism al corpurilor F și F' care aplică polinomul p pe p' poate fi extins la un izomorfism al corpului de descompunere al p peste F, respectiv al p' peste F'.
În rezumat, în orice extindere normală L a lui K care conține K(α), elementele conjugate ale α se găsesc ca elemente g(α) în Aut(L/K). Numărul de repetări din lista respectivă a fiecărui element este gradul separabil [L:K(α)]sep.
O teoremă a lui Leopold Kronecker afirmă că, dacă α este un întreg algebric nenul astfel încât α și toți conjugații săi din numerele complexe au valoarea absolută cel mult 1, atunci α este o rădăcină a unității. Există forme cantitative ale acestui lucru, afirmând mai precis limite (în funcție de grad) la cea mai mare valoare absolută a unui conjugat care implică faptul că un număr întreg algebric este o rădăcină a unității.